# 구미시의회
구미시의회(龜尾市議會)경상북도 구미시 지역을 관할하는 기초의회이다.

## 조직

### 의장단
- 의장
- 부의장 1명